# 尼科爾斯 (紐約州村)
尼科爾斯（英語：Nichols）是位於美國紐約州泰奧加縣的村。

## 人口
根據2020年美國人口普查的數據，尼科爾斯的面積為1.34平方千米，皆為陸地。當地共有人口457人，而人口密度為每平方千米341人。